# Список умерших в 783 году

## Апрель
- 30 апреля — Хильдегарда из Винцгау, королева Франкского государства, жена Карла Великого.

## Май
- 4 мая — Арибо, епископ Фрайзинга (764/765—782), латиноязычный церковный писатель.

## Июль
- 12 июля — Бертрада Лаонская, королева Франкского государства, мать Карла Великого.

## Дата смерти неизвестна или требует уточнения
- Дрест VIII, король пиктов (780—781).
- Либерт из Синт-Трёйдена, монах из Синт-Трёйдена, мученик.
- Мегингауд Вюрцбургский, второй епископ Вюрцбургский (754—769), святой.
- Муканна, хорасанский проповедник, предводитель сектантского течения и восстания против Аббасидов.
- Ремигий, епископ Страсбурга (не позднее 778—782 или 783).
- Сило, король Астурии (774—783).
- Хань Гань, китайский художник эпохи Тан.